# Rankwitz
Rankwitz (pol. Rankowice) – gmina w Niemczech w kraju związkowym Meklemburgia-Pomorze Przednie, w powiecie Vorpommern-Greifswald, wchodzi w skład Związku Gmin Usedom-Süd.

## Części gminy
- Grüssow
- Liepe
- Quilitz
- Suckow
- Warthe